# 사이클론 조
사이클론 조(Cyclone Zoe, RSMC 피지 기상청:04F, JTWC:06P)는 남태평양에서 발생한 모든 사이클론 중 2번째로⁸ 강한 사이클론이다. 또한 지구의 남반구에서 관측된 사이클론 중에서도 두번째로 강하다.

## 사이클론의 진행

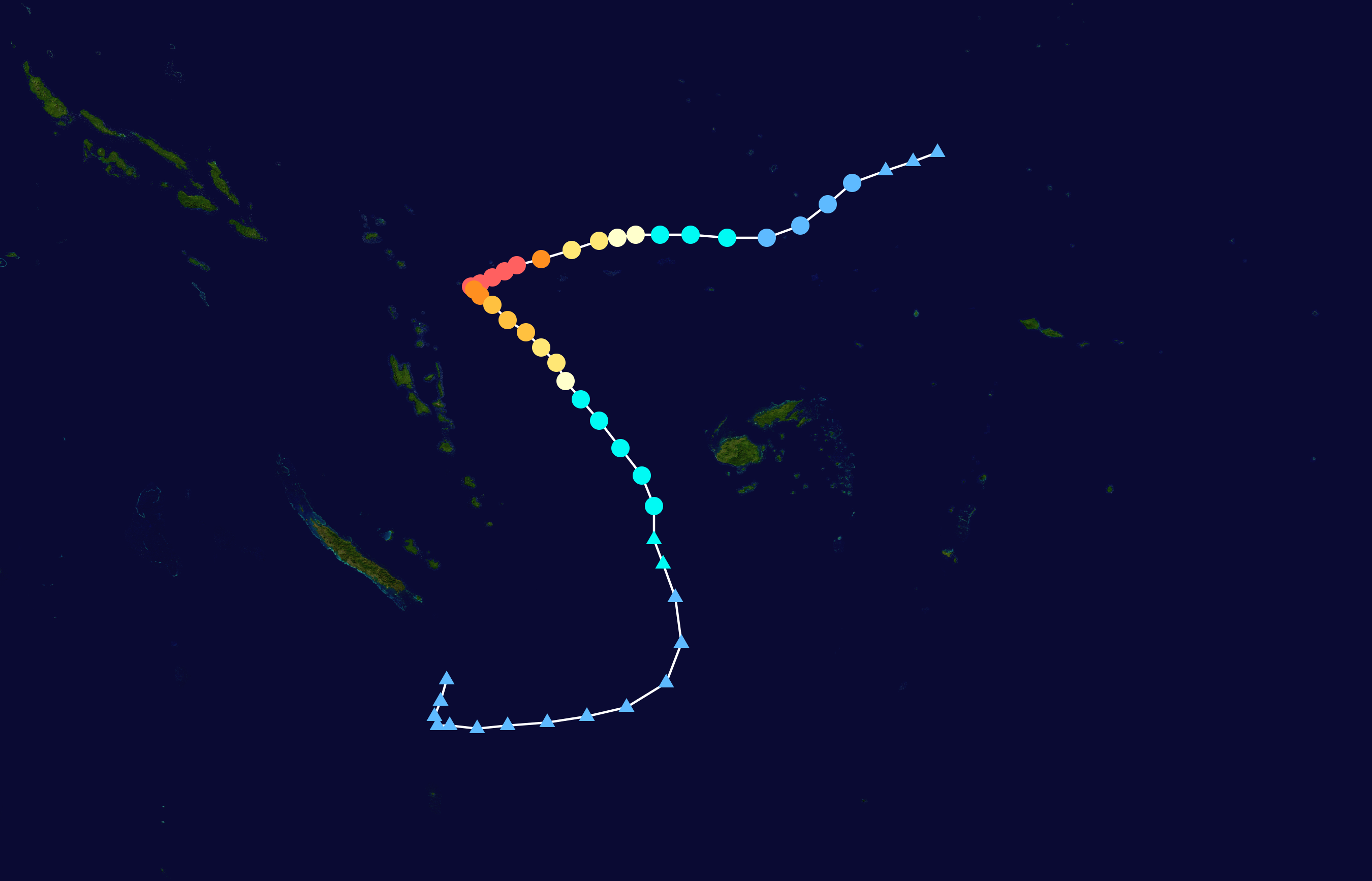
사이클론 조의 이동 경로

2002년 12월 23일 늦은 시각에 지역특별기상센터 피지 기상청이 투발루 동쪽 약 665km(415mi) 해상에서 열대저기압 04F가 생성했다고 발표하였다. 이 열대저기압은 남태평양 수렴대에서 발생해 남쪽에 발달해있던 고기압대를 따라 서남서쪽으로 이동하기 시작했다. 몇 일간을 이동하다가 열대저기압이 점차 발달하기 시작해 날짜변경선을 지날 무렵인 12월 25일에는 열대저기압 발생 경고령이 내려졌다. 이날 늦게 미국 합동태풍경보센터(JTWC)에서는 사이클론 06P로 발달하였다고 발표했다. 또한 피지 기상청도 사이클론으로 발달했다고 판단해 '조(Zoe)'라는 이름을 붙여주었다.
다음날 아침인 12월 26일에 피지 기상청은 조가 사피어-심슨 허리케인 등급 제2등급의 세력으로 강해진 것을 발견했다. 이날 오후에 JTWC는 풍속 135km/h(85mph)에 도달한 조를 제1등급으로 격상시켰다. 12월 27일에 피지 기상청은 조가 급격하게 강해져 제4등급의 세력까지 도달한 것을 알아차렸으나 JTWC는 당시 풍속 110kt밖에 되지 않았던 조를 강한 제1등급 열대저기압으로 판단했다.
12월 27일 오후에 피지 기상청과 JTWC 두 기관 모두 조를 제5등급으로 올렸다. 이 수치는 오스트레일리아 사이클론 등급과 사피어-심슨 허리케인 등급 제5등급에 모두 만족하였다. 또한 피지 기상청은 조의 10분최대풍속이 120kt이라고 발표했으나 JTWC에서는 1분최대풍속이 155kt라고 다르게 발표했다. 하지만 다음날, 피지 기상청은 조가 계속해서 강해져 풍속 130kt까지 도달했다고 보고했다.
12월 28일과 12월 29일 사이에는 조가 거의 움직이지 않아 진행에 정체가 생겼다. 이 때 조는 솔로몬 제도 테모토 주의 많은 섬들을 지나가고 있었다. 하지만 29일부터 조는 완전히 다른 방향으로 이동하기 시작했다. 남서쪽으로 이동하던 조는 남동쪽으로 진로를 급격하게 바꾸었으나 해수면의 온도가 그리 높지 않아 사이클론이 발달하는데 지장을 주어 3일 뒤인 2003년 1월 1일에 피지 나디 남서쪽 약 390km 부근 해상에서 열대저기압으로 격하되었다.

## 피해
사이클론 조는 육지에 상륙하지 않았으나 몇몇 유인도에 영향을 끼쳤다. 가장 피해가 극심했던 섬은 솔로몬 제도 테모토 주의 작은 섬인 티코피아 섬이었다. 조가 지나가면서 섬의 해안가에 12m(39ft)에 달하는 파도와 320km/h(200mph)의 바람으로 섬을 강타해 이 섬에서는 아무 집도 온전하게 남아있지 않은 상태였다. 나중에 외신들에 의해 이곳에 남겨진 것은 오직 모래와 집의 잔해밖에 없었다라고 전해지게 되었다. 한 사진사가 공중에서 섬이 황폐화 된 일을 촬영하면서 이곳에 아무 인명피해가 일어나지 않은 것은 기적이라고 말했다.
바누아투의 섬에서도 피해가 접수되었다. 그러나 피지에서는 피해가 없었다.

## 사이클론의 소멸 후
사이클론 조가 지나간 후에 솔로몬 제도 정부에서는 영향을 받은 섬들에 재난재해지역 선포를 내렸다. 수도인 호니아라에 1월 5일까지 세계 각지에서 보낸 구호 물품이 속속 들어오기 시작했다. 약 1주일동안 티코피아 섬에서 거주하고 있던 주민들은 코코넛밀크와 남아있던 식량으로 버텼다. 티코피아 주민들은 사이클론 조가 온다는 아무 경고령도 받지 못하였으나 심상치 않은 날씨로 인해 그들은 동굴로 피신해 생명을 구할 수 있었다. 1월 6일에 티코피아 섬에 첫 물자가 도착하면서 이 섬에서의 구호 활동이 활발해졌다.

## 같이 보기
- 사이클론 야사
- 사이클론 팸
- 사이클론 윈스턴